# Chessy (Seine-et-Marne)
Chessy je město ve východní části metropolitní oblasti Paříže ve Francii v departmentu Seine-et-Marne a regionu Île-de-France. Od centra Paříže je vzdálené 30,6 km. Na jeho území se nachází Disneyland Paris.

## Geografie
Sousední obce: Chalifert, Coupvray, Dampmart, Montévrain a Serris.

## Vývoj počtu obyvatel
Počet obyvatel

## Osobnosti obce
- André Gedalge, hudební skladatel a pedagog

## Doprava
Město je dosažitelné linkou RER A.